# Myosotis welwitschii
Myosotis welwitschii é uma espécie de planta com flor pertencente à família Boraginaceae. 
A autoridade científica da espécie é Boiss. & Reut., tendo sido publicada em Diagn. Pl. Orient. ser. 2, 3: 138. 1856.
Os seus nomes comuns são miosótis ou não-me-esqueças.

## Portugal
Trata-se de uma espécie presente no território português, nomeadamente em Portugal Continental.
Em termos de naturalidade é nativa da região atrás indicada.

## Protecção
Encontra-se protegida por legislação portuguesa ou da Comunidade Europeia, nomeadamente pelo Anexo II e IV da Directiva Habitats.